# Campestre do Menino Deus
Campestre do Menino Deus és un barri de la ciutat brasilera de Santa Maria, Rio Grande do Sul. El barri està situat al districte de Sede.

## Villas
El barri amb les següents villas: Campestre do Menino Deus, Perau, Rincão do Soturno, Vila Dutra, Vila Garibaldi, Vila Menino Deus, Vila Pires.

## Galeria de fotos
| Santo Antão Nossa Senhora do Perpétuo Socorro | Santo Antão / Itaara                        | Itaara                       |
| Nossa Senhora do Perpétuo Socorro             |                                             | Itaara Km 3                  |
| Nossa Senhora do Perpétuo Socorro             | Nossa Senhora do Perpétuo Socorro / Itararé | Km 3 Presidente João Goulart |